# Cheliplana stylifera
Cheliplana stylifera är en plattmaskart som beskrevs av Tor Karling 1949. Cheliplana stylifera ingår i släktet Cheliplana, och familjen Karkinorhynchidae. Arten är reproducerande i Sverige.